# Tawurga
Tawurga (Zentralatlas-Tamazight ⵜⴰⵡⵕⵖⴰ Tawṛɣa; in der Sprache der Berber: Die grüne Insel; auch Tawergha, Tawarg(h)a oder Taworgha; arabisch تاورغاء, DMG Tāwurġāʾ) ist seit 2011 eine libysche Geisterstadt. Sie wird von der 38 km nördlich gelegenen Stadt Misrata verwaltet.

## Geschichte
Nach der Eroberung Tripolitaniens durch muslimische Araber um die Mitte des 7. Jahrhunderts fasste hier die aus der frühen religiös-politischen Oppositionsbewegung der Charidschiten hervorgegangene Ibaditen-Strömung Fuß. Bei Tawargha fand eine Schlacht der Ibaditen, die vor allem von Berbern gestellt wurden, gegen arabische Muslime statt. Die Ibaditen unter ihrem Imam Abū l-Chattāb al-Maʿāfirī, der in der Schlacht umkam, unterlagen den arabischen Truppen der Abbasiden unter Ibn al-As’at 761. In der Schlacht, an der sich auch die berberischen Hawwara beteiligten, deren Ostgrenze gegen die Mazâta bei Tawargha lag, sollen 14.000 seiner Anhänger gefallen sein. Die Abbasiden erhoben Oea zum neuen Zentrum Tripolitaniens, das bald den Namen der Landschaft Tripolis annahm. Es war nun das westlichste noch zum Großreich gehörende Gebiet.
Nachdem im 14. Jahrhundert die Piraterie der Korsaren von Tripolis stark zugenommen hatte, kam es zu Angriffen der christlichen Seemächte Genua und Aragon. 1509 wurde Tripolis schließlich von Spaniern erobert. Kaiser Karl V. überließ die Stadt 1530 dem Johanniterorden als Lehen, doch 1551 wurde sie von den Osmanen unter Turgut Reis (Dragut) erobert, der daraufhin von Sultan Süleyman I. zum Bey von Tripolis ernannt wurde. Nun entstand die osmanische Provinz Tarabalus al-Gharb bzw. das Eyâlet Trablus-ı Garb. Ahmad Qaramanli (1711–1745) errang die Macht in Tripolis und begründete die Dynastie der Qaramanli (bis 1835). Als sich Ägypten weitgehend unabhängig machte, versuchten die Osmanen ihre Macht in Tripolitanien deutlicher durchzusetzen. Ab 27. Juni 1835 wurde das Land erneut unter osmanische Herrschaft mit direkter Verwaltung (Wilayat) durch Mustafa Negib Pascha, ab September 1835 durch Mehmed Reis Pascha, gestellt. 1864 richtete Konstantinopel das Vilâyet Tripolitanien ein, das das Eyalet Tripolitanien ersetzte. Die Osmanen unterhielten in Tawurga eine Garnison, die in den 1830er Jahren aus 60 Mann bestand.
In der Stadt wurde eine bedeutende Menge an Datteln produziert. Tawurga war auch für die Haltung von Rindern und Hühnern bekannt. Im 18. und 19. Jahrhundert wurden zahlreiche schwarze Sklaven in den Ort gebracht, die als Tawergha bezeichnet wurden. 1857 wurde der Sklavenhandel abgeschafft, der auf den Karawanenstrecken eine der wichtigsten Einnahmequellen des Landes war und verdeckt noch bis 1890 betrieben wurde.
Am 29. September 1911 marschierten italienische Truppen in das osmanische Libyen ein. Am 5. Oktober wurde die Hauptstadt Tripolis und der Küstenstreifen der Kyrenaika besetzt, ein Jahr später endete der Krieg, Libyen wurde eine italienische Kolonie. Etwa 100.000 Italiener ließen sich, gefördert durch die faschistische Regierung in Rom, im Norden Libyens nieder. Sie vertrieben die ansässigen libyschen Bauern. Zu dieser Zeit war der Ort berühmt für seine Schilfmatten, die ausschließlich von Schwarzen hergestellt wurden. Diese seien, so die Vorstellung der italienischen Kolonialherren, widerstandsfähiger gegen die Malaria.
Am 23. Januar 1943 besetzten die Alliierten Tripolis und die benachbarten Städte, die Kyrenaika und Tripolitanien kamen unter britische Verwaltung. Im Gegensatz zu den 60.000 italienischen Siedlern der Kyrenaika konnten die 40.000 Italiener in Tripolitanien zunächst bleiben. In Libyen lebten 1947 rund 38.000 Juden, davon etwa 20.000 in der näheren Umgebung der Hauptstadt Tripolis, gegen die es 1948 zu einem Pogrom kam. Die Juden wurden bis 2003 gezwungen, das Land zu verlassen. Libyen wurde am 24. Dezember 1951 unabhängig, bis 1969 als Königreich. Mit seinen 1.474.000 Einwohnern, darunter 40.000 Italiener und nur noch 3000 Juden, wurde es zu einem Einheitsstaat; es wurden zehn neue Verwaltungsbezirke geschaffen. Tripolis mit 200.000 Einwohnern wurde vorerst Hauptstadt.
Am 1. September 1969 wurde der König gestürzt. Unter Muammar al-Gaddafi begann Anfang der 1970er Jahre ein groß angelegtes Agrarprojekt, bei dem um Tawurga 3000 ha Land an 300 Bauern vergeben wurden. Dies verminderte die Bewegungsmöglichkeiten der nomadischen Gruppen. 1976 fand dort unter Gaddafis Leitung der erste Basisvolkskongress statt.
Während des Bürgerkriegs in Libyen war Tawurga ein Zentrum von Kampfeinsätzen gegen Misrata, das sich im Februar 2011 gegen Muammar al-Gaddafi auflehnte. Am 12. August 2011 verkündeten libysche Rebellen Tawurga nach eintägigen Kämpfen erobert zu haben. Die Stadt war verhasst, weil von dort Geschosse auf Misrata abgefeuert worden waren. Die Besetzung von Tawurga war der erste größere Erfolg der Aufständischen von Misrata. Nach Angaben der Aufständischen wurden dabei 60 Gaddafi-Anhänger gefangen genommen.
Im September 2011 wurden die ungefähr 10.000 Einwohner aus der Stadt vertrieben. Der britische Journalist Andrew Gilligan besuchte im September 2011 Tawurga und fand die Stadt von sämtlichen Einwohnern verlassen vor. Die Misrata-Brigade, eine halbautonome Einheit der Libyschen Nationalen Befreiungsarmee führte nach seinen Worten ethnische Säuberungen als Antwort auf die Unterstützung Gaddafis durch die Stadt während der Belagerung von Misrata durch. Er berichtete von vielen Slogans an Wänden in Tawurga, die sich auf die schwarze Hautfarbe der meisten Bewohner bezogen, wobei ein Zeichen die Misrata-Brigade als „die Brigade für die Beseitigung von Sklaven [und] Schwarzhäutigen“ bezeichnete. Die Stadt mit ihren 25.000 Einwohnern wurde vollständig entvölkert.